# Volkswagen Motorsport (Rundstrecken)
Die Volkswagen Motorsport GmbH ist die in Hannover-Vahrenwald ansässige 100-prozentige Tochter des deutschen Automobilherstellers Volkswagen. In der Rundstreckenserie geht Volkswagen Motorsport in den Klassen Scirocco R-Cup, Formel 3 und ADAC Formel Masters an den Start.

## Scirocco R-Cup
Im Scirocco R-Cup besteht das Fahrerfeld aus 23 Rennsport-Talenten, die alle mit einer Sonderform des VW Scirocco, dem Volkswagen Scirocco R an den Start gehen.
Volkswagen beschreibt seinerseits den Scirocco R-Cup wie folgt: „Das Starterfeld des Scirocco R-Cup 2014 ist bunt gemischt: 23 junge Talente aus acht verschiedenen Nationen treten an. Mit Jordan Lee Pepper (Südafrika) ist sogar ein Fahrer aus Übersee am Start. Auch vier weibliche Nachwuchspiloten kämpfen um den Titel: Mikaela Åhlin-Kottulinsky (Schweden), Lucile Cypriano (Frankreich), sowie die Deutsche Doreen Seidel und Jasmin Preisig aus der Schweiz. Sie alle werden in zehn Rennen auf fünf verschiedenen Rennstrecken um den Titel kämpfen – natürlich alle mit identischem Material, denn Chancengleichheit wird im Scirocco R-Cup ganz groß geschrieben. Was zählt ist das fahrerische Können.“
Mit dem Slogan „Schont die Umwelt - aber nicht den Gegner“ wirbt Volkswagen für die Umweltfreundlichkeit des Scirocco R. Laut VW-Angaben wird er mit einem 2,0 TSI-Motor mit Bio-Erdgas betrieben und verfügt über 235 PS und erreicht eine Höchstgeschwindigkeit von 220 km/h. Mit einem Push-to-pass-System, welches dem Fahrer für einen begrenzten Zeitraum 50 Extra-PS verschafft, soll es ihm gelingen, den jeweiligen Gegner zu Überholen. Er Beschleunigt in 6,3 Sekunden auf 100 km/h wiegt 1.210 kg (Leergewicht).